# Interpersonalna komunikacija
Interpersonalna komunikacija proces je komuniciranja između dvoje (ili više) ljudi, s obzirom na to da na udaljenost mogu biti: 

te je u tijeku komunikacije došlo do povratne informacije.

Interpersonalna komunicikacija uspoređuje se s drugim oblicima komunikacije. Uveliko ovisi o kojem broju ljudi se radi, koliko su oni fizički bliski jedni drugima za vrijeme komunikacije, koliko kanala je korišteno i da li je došlo do povratne informacije.